# Marjolein van Unen
Marjolein van Unen (7 de diciembre de 1962) es una deportista neerlandesa que compitió en judo. Ganó cuatro medallas en el Campeonato Mundial de Judo entre los años 1982 y 1986, y siete medallas en el Campeonato Europeo de Judo entre los años 1981 y 1985.

## Palmarés internacional
| Campeonato Mundial | Campeonato Mundial        | Campeonato Mundial | Campeonato Mundial |
| Año                | Lugar                     | Medalla            | Categoría          |
| ------------------ | ------------------------- | ------------------ | ------------------ |
| 1982               | París (Francia)           | Medalla de bronce  | +72 kg             |
| 1984               | Viena (Austria)           | Medalla de plata   | Abierta            |
| 1984               | Viena (Austria)           | Medalla de bronce  | +72 kg             |
| 1986               | Maastricht (Países Bajos) | Medalla de plata   | +72 kg             |
| Campeonato Europeo |                           |                    |                    |
| Año                | Lugar                     | Medalla            | Categoría          |
| 1981               | Madrid (España)           | Medalla de bronce  | +72 kg             |
| 1981               | Madrid (España)           | Medalla de bronce  | Abierta            |
| 1982               | Oslo (Noruega)            | Medalla de oro     | +72 kg             |
| 1983               | Génova (Italia)           | Medalla de bronce  | +72 kg             |
| 1984               | Pirmasens (RFA)           | Medalla de oro     | +72 kg             |
| 1985               | Landskrona (Suecia)       | Medalla de oro     | Abierta            |
| 1985               | Landskrona (Suecia)       | Medalla de bronce  | +72 kg             |